# Jordi Creus
Jordi Creus Molist es un exjugador de baloncesto español, que ocupaba la posición de base. Nació el 17 de mayo de 1958, en Ripollet, Barcelona. Es hermano del mítico Joan Creus Molist.

## Trayectoria deportiva
- CB Ripollet. Categorías inferiores
- 1980-81 Club Bàsquet L'Hospitalet
- 1981-82 Granollers Esportiu Bàsquet
- 1982-91 Bàsquet Manresa
- 1991-92 CajaBadajoz
- 1992-93 CB Ripollet